# José María Bascuñán
José María Bascuñán Fariña (Valparaíso, 21 de junio de 1791-Santiago, 4 de enero de 1863) fue un político y comerciante chileno. Era hijo de don Juan Rafael Bascuñán Sotomayor y doña Juana Antonia Fariña Maturana. 
Estudió en el Instituto Nacional, donde se graduó en 1829 de abogado. Militante del Conservador, inició su carrera política en funciones administrativas del Cabildo de Santiago, luego en la Intendencia capitalina. 
Regresó al puerto en 1835 donde logró iniciar su carrera mercantil, formando una gran fortuna.
Elegido Diputado por Melipilla en 1846 y por Concepción en 1849. Durante ambos períodos legislativos formó parte de la Comisión permanente de Guerra y Marina.